# سفتلي
سفتلي (بالروسية: Светлый) هي إحدى مدن روسيا في الكيان الفدرالي الروسي كالينينغراد أوبلاست.

## معرض صور

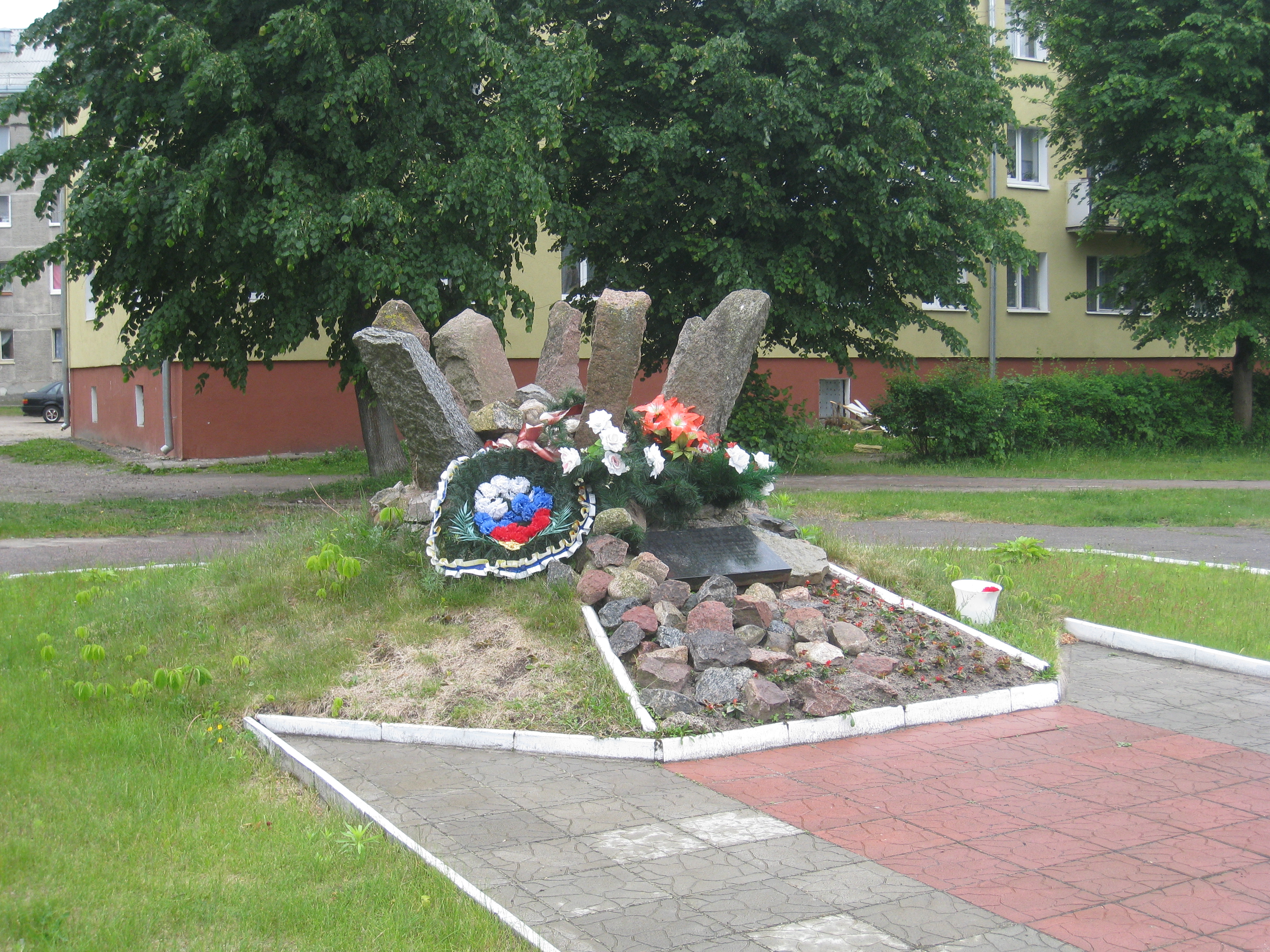
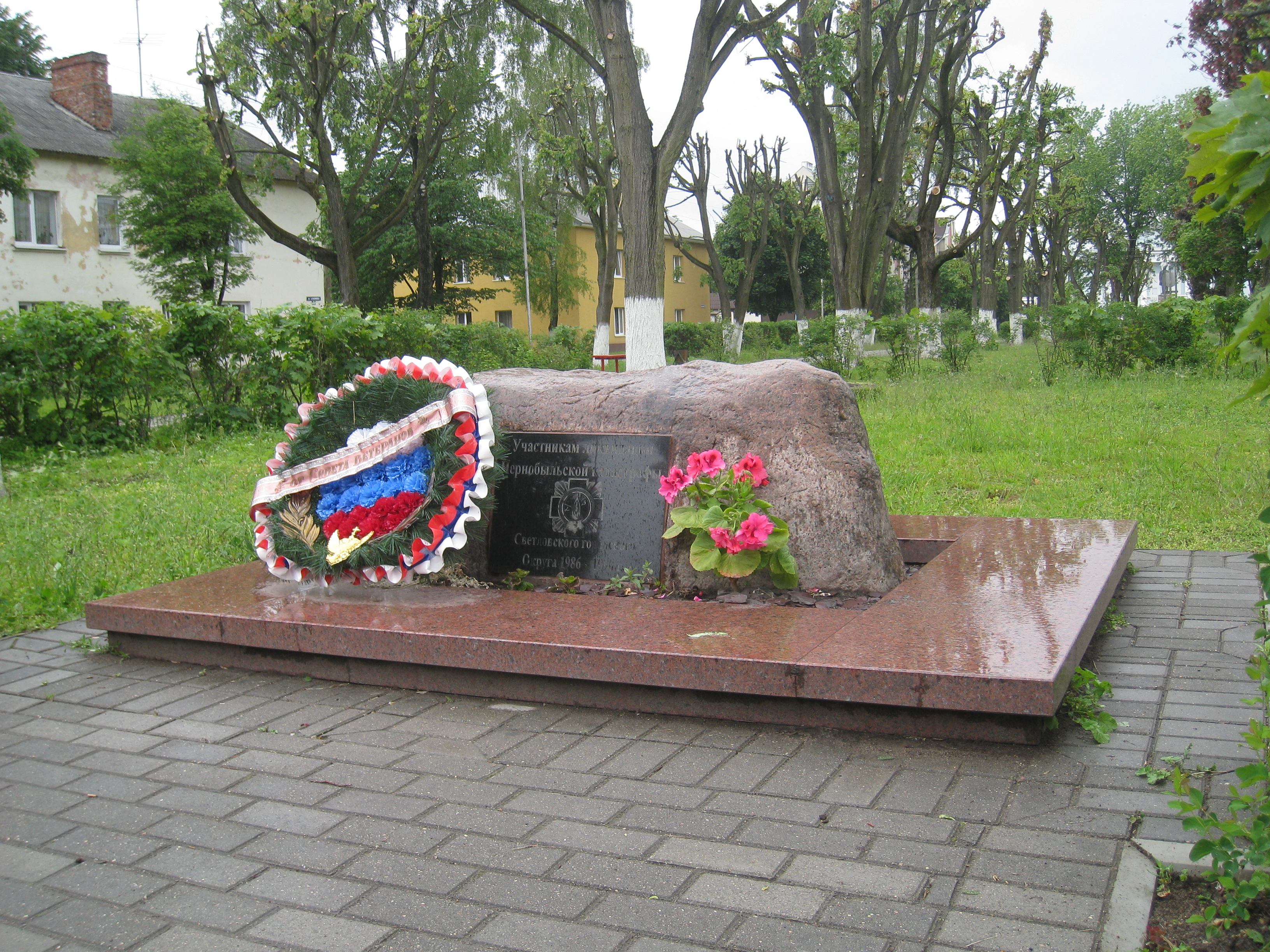
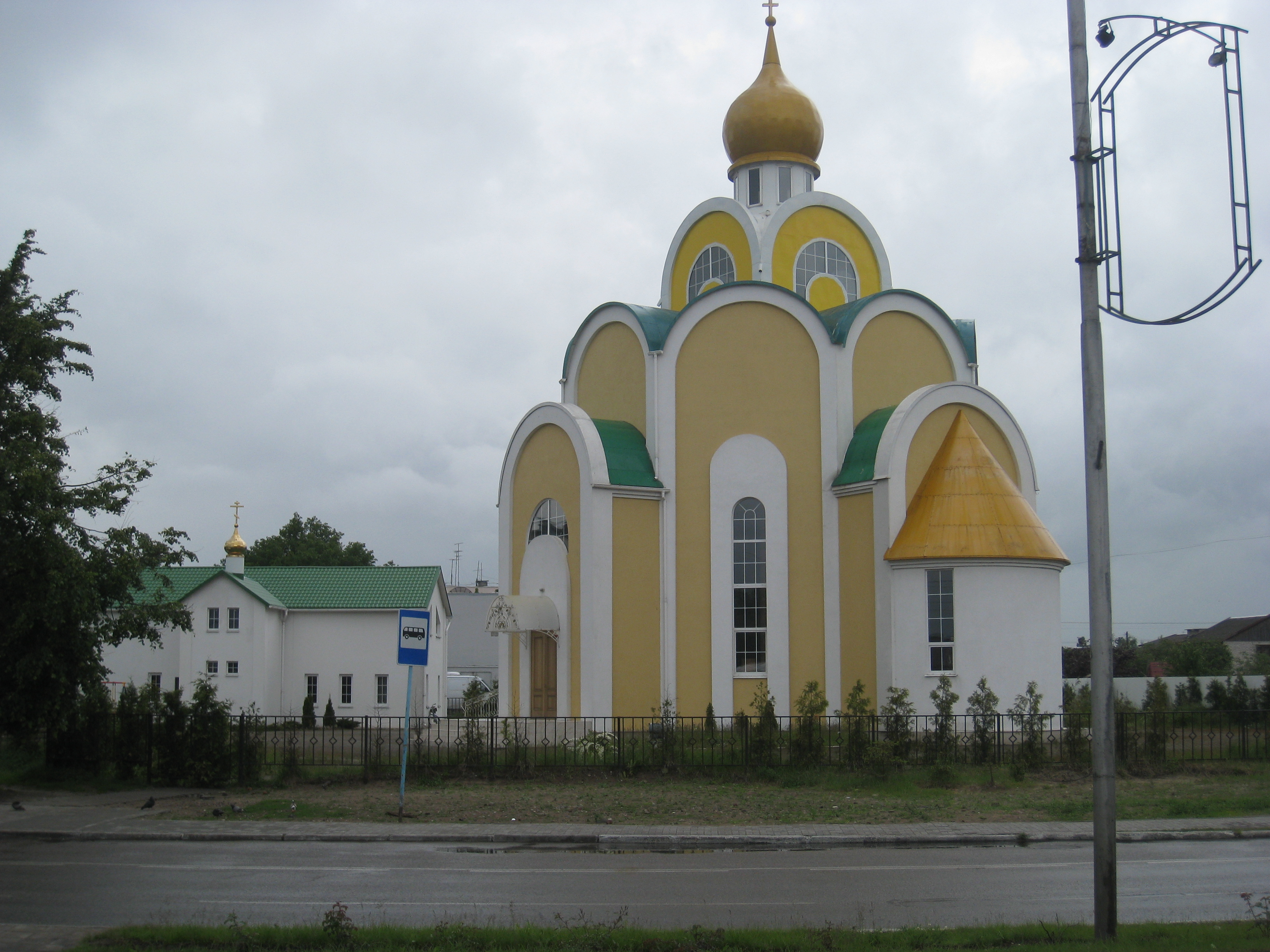

## توأمة
لسفتلي اتفاقيات توأمة مع كل من:
- Kętrzyn [الإنجليزية]‏
- اشوينواويشتشه
- ليدا
- Karlshamn [الإنجليزية]‏